# Kriegerdenkmal Wildeshausen

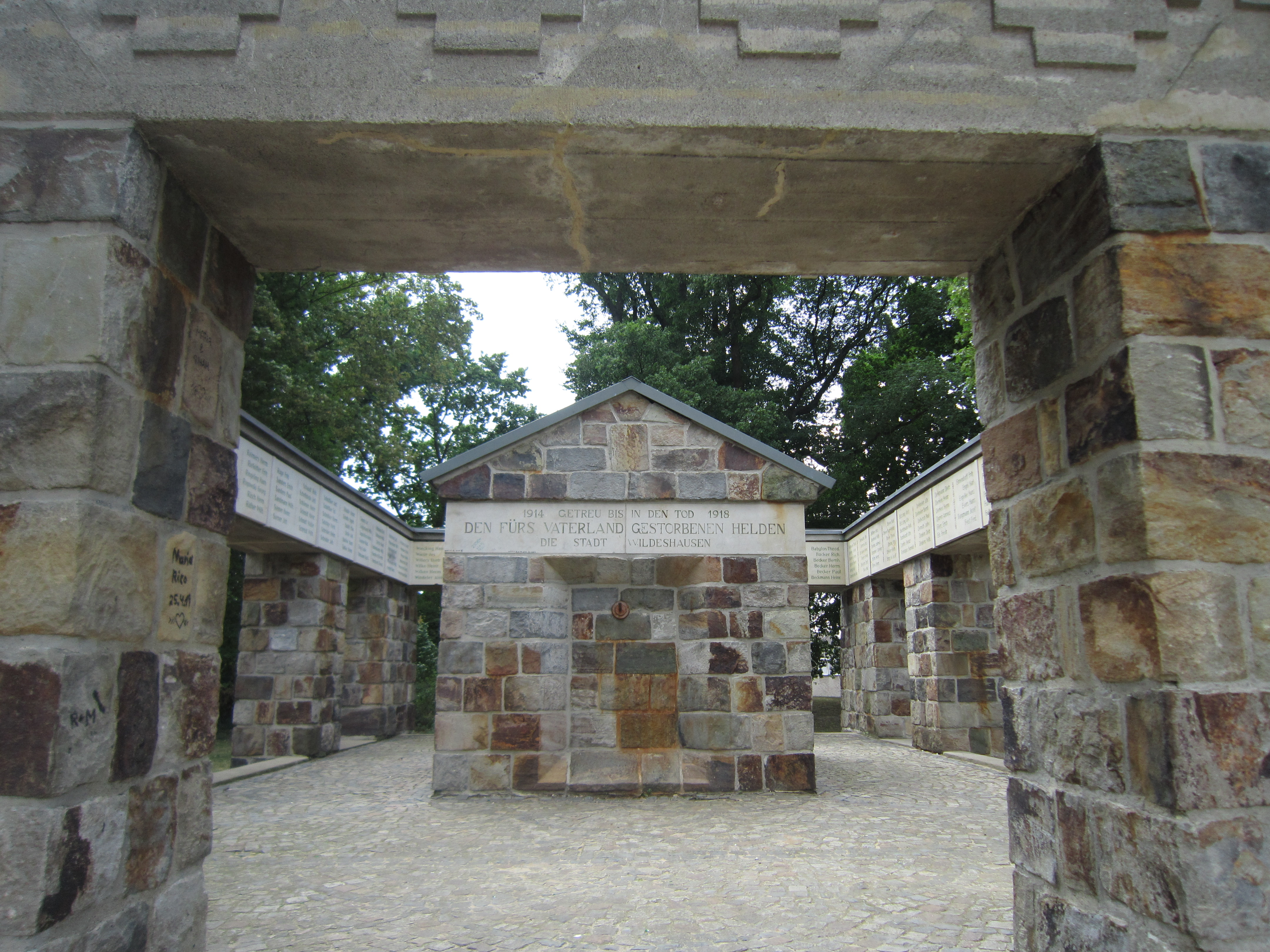
Kriegerdenkmal Wildeshausen

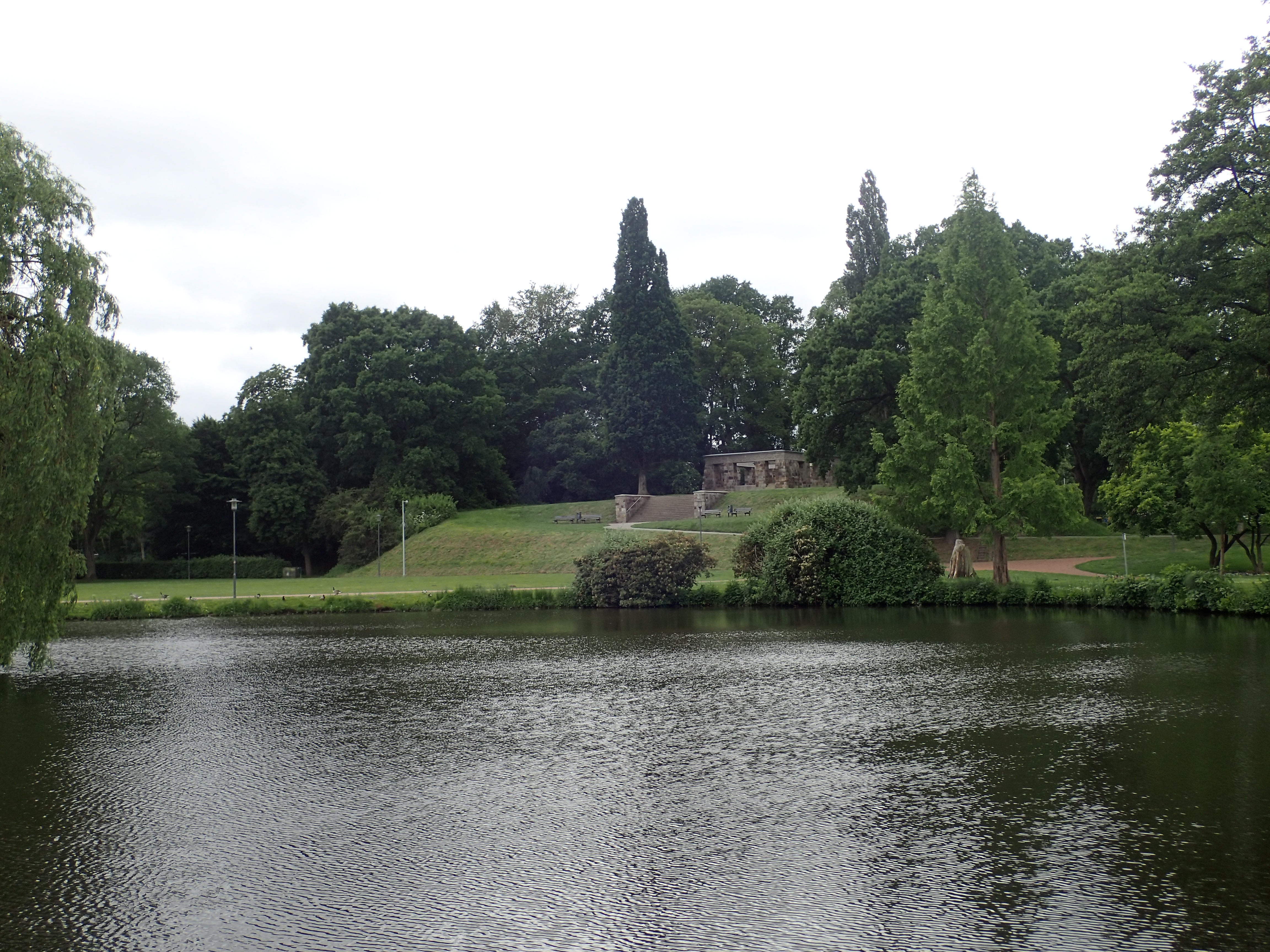
Kriegerdenkmal Wildeshausen auf dem Burgberg

Das Kriegerdenkmal Wildeshausen bzw. Ehrenmal Wildeshausen in Wildeshausen, Wittekindstraße, wurde 1924 auf dem Burgberg der rückgebauten Befestigungsanlage erstellt.
Die Anlage steht unter Denkmalschutz.

## Geschichte
Auf dem ehemaligen Burgberg der 1789 abgerissenen Burg wurde 1924 das Kriegerdenkmal für die Toten des Ersten Weltkrieges errichtet. Die Gedenkstätte wurde durch Schriftplatten nach 1945 und 1989 erweitert für die Gefallenen des Zweiten Weltkrieges und für die Opfer nationalsozialistischer Gewalt.
Das tempelartige Ehrenmal aus Sandstein und Stahlbeton nach Plänen von Heinrich Biebel erhielt seinen Zugang von Osten über eine breite, von Mauern gesäumte Treppenanlage. Die rechteckige offene Halle auf Pfeilern mit abgeschrägten Eckpylonen schließt mit einem Gebälk mit Treppenfries ab: innenseitig die Gedenkinschriften und Namen. Im Hof steht ein cellaartiger Bau mit einem Satteldach, wie ein großes Grabmal.
Die Landesdenkmalpflege befand: „... geschichtliche Bedeutung ... als beispielhaftes Kriegerdenkmal der 1920er Jahre ...“.